# Aleksandr Vassiltjikov
Aleksandr Semjonovitj Vassiltjikov (ryska: Александр Семёнович Васильчиков), född 1744, död 1813, var en rysk militär som under en tid var Katarina den storas gunstling. 
Vassiltjikov var fänrik i Chevaliergardet då han 30 augusti 1772 utsågs till Katarina den storas generaladjutant och ersatte Orlov som hennes älskare. Han hade blivit hennes kammarjunkare redan 1 augusti. Då Orlov reste bort ska någon ha informerat Katarina om hans otrohet, vilket fick henne att inleda förhållandet med Vassiltjikov. Han ersattes 1774 med Potemkin.    